# Тойота Верблиц
«Тойота Верблиц» (яп. トヨタ自動車ヴェルブリッツ, англ. Toyota Verblitz) — японский регбийный клуб, выступающий в высшем дивизионе национального регби — Топ-лиге. Название команды является сочетанием слов verde, что в переводе с испанского означает «зелёный», «зелёная» и blitz — «вспышка» по-немецки. Команда принадлежит автомобильному производителю Toyota Jidosha или Toyota Motors, в то время как другой японский клуб, «Тойота Индастриз Шаттлз», связан с машиностроительной компанией Toyota Industries. «Верблиц» проводит домашние матчи на стадионе «Тоёта»; также арена используется футбольным клубом «Нагоя Грампус».
В 2006 году команда представила свой официальный слоган: 克己 («кокки» — «самообладание»).

## Выступления
Несмотря на славную историю клуба, «Верблиц» не участвовал в первом розыгрыше японской Топ-лиги, присоединившись к ней только во втором сезоне. 27 февраля 2005 года команда уступила в финале чемпионата коллективу «НЕК Грин Рокетс» (13:17).
В августе 2005 года японцы обыграли английский клуб «Ньюкасл Фэлконс» на своём поле. 12 февраля следующего года «Тойота» уступила команде Университета Васэда (24:28) — тогда участник Топ-лиги впервые в истории уступил университетской команде.

### Достижения
- Всеяпонский регбийный чемпионат
  - Чемпион: 1969, 1968, 1987

## Состав
Источник.

## Известные игроки и тренеры
- Дастин Купер[англ.]
- Стивен Бретт[англ.]
- Джером Каино
- Ангус Макдональд[англ.]
- Фило Тиатиа[англ.]
- Трой Флэйвелл[англ.]
- Уильям Райдер[англ.]
- Джио Аплон
- Такаси Кикутани